# Rhodognaphalon brevicuspe
Rhodognaphalon brevicuspe ist ein Baum in der Familie der Malvengewächse aus der Unterfamilie der Wollbaumgewächse aus West- und Zentralafrika.

## Beschreibung
Rhodognaphalon brevicuspe wächst als laubabwerfender, recht langsamwüchsiger Baum bis über 40 (50) Meter hoch. Der Stammdurchmesser erreicht über 150 Zentimeter. Es werden größere Brettwurzeln gebildet. Die raue Borke ist grau-braun.
Die handförmig zusammengesetzten Laubblätter sind wechselständig und gestielt mit bis zu sieben Blättchen. Die sitzenden, ledrigen, ganzrandigen, bespitzten bis zugespitzten und verkehrt-eiförmigen, meist kahlen Blättchen sind bis 14 Zentimeter lang mit keilförmiger Basis. Die Nebenblätter sind abfallend.
Die Blüten erscheinen achselständig einzeln oder büschelig bis zu dritt. Die großen, gestielten, duftenden, weißen bis rosa, fünfzähligen Blüten sind zwittrig mit doppelter Blütenhülle. Der bis 1 Zentimeter lange, becherförmige, gestutzte Kelch ist schwach gekerbt sowie innen und außen behaart. Die aufrechten, schmalen, dachigen, schraubig verdrehten und außen fein behaarten Kronblätter sind bis 6 Zentimeter lang. Die vielen, rosa bis roten Staubblätter sind bis etwa 4 Zentimeter lang und an der Basis büschelig verwachsen. Der oberständige, kahle Fruchtknoten ist fünfkammerig mit langem Griffel und kleiner kopfiger Narbe.
Es werden mehrsamige, verkehrt-eiförmige, bis 10 Zentimeter lange, fünfklappige Kapselfrüchte mit beständigem Kelch gebildet. Die bis zu 5 braunen, kahlen, etwa 1 Zentimeter großen Samen sind in gelbliche bis rötliche, dichte Haarbüschel eingebettet.

## Taxonomie
Die Erstbeschreibung des Basionyms Bombax brevicuspe erfolgte 1909 durch Thomas Archibald Sprague in Bull. Misc. Inform. Kew 306. Die Umteilung in die Gattung Rhodognaphalon zu Rhodognaphalon brevicuspe erfolgte 1953 durch Guy Edouard Roberty in Bull. Inst. Franç. Afrique Noire 15: 1404. Weitere Synonyme sind Bombax chevalieri Pellegr., Gossampinus chevalieri (Pellegr.) Ghesq. und Paivaeusa gabonensis A.Chev.

## Verwendung
Das relativ leichte bis mittelschwere und recht weiche, wenig beständige Holz wird genutzt, z. B. für Sperrholz oder Furnier. Es ist bekannt als Kondroti oder East african bombax.